# 坂幸恭
坂 幸恭（さか ゆきやす、1939年 - 2010年）は、日本の地質学者。早稲田大学名誉教授。元日本地質学会副会長。

## 人物・経歴
奈良県生まれ。1961年名古屋大学理学部地球科学科卒業。1963年名古屋大学大学院理学研究科修士課程修了。1965年名古屋大学大学院理学研究科博士課程中退、名古屋大学理学部助手。1967年早稲田大学教育学部助手。1969年理学博士。1979年早稲田大学教育学部教授。1998年日本地質学会副会長。2008年早稲田大学名誉教授。2020年日本地質学会表彰を受賞。

## 著作
- 『基礎地質図学 : 作図と読図 新版』（大杉徴と共著）前野書店 1983年
- 『地質調査と地質図』朝倉書店 1993年
- 『基礎地質図学 : 作図と読図 改訂』（大杉徴, 高木秀雄と共著）前野書店 1997年
- 『地質学者が見た風景』築地書館 2008年

### 翻訳
- クリス・ペラント編『アース・スコープ : 素顔の地球』旺文社 1987年

### 監訳
- C.エムブレトン編著『ヨーロッパの地形 上・下』（大矢雅彦と共同監訳）大明堂 1997年
- 『オックスフォード地球科学辞典』朝倉書店 2004年